# Maureen Colquhoun
Maureen Morfydd Colquhoun (East Sussex, 12 augustus 1928 — 2 februari 2021) was een Brits politica 
voor de Labour Partij. Ze was de allereerste openlijk lesbische politica in het Britse Lagerhuis.

## Biografie
Maureen Colquhoun groeide op in een politieke familie in East Sussex en werd in haar tienerjaren lid van de Labour Party. Ze studeerde aan de London School of Economics. Ze werkte vervolgens als literaire onderzoeksagent en probeerde in 1970 in het district Tonbridge een gooi te doen naar het lidmaatschap van het Lagerhuis, maar slaagde daar niet in. Vervolgens zat ze tussen 1971 en 1974 in de county council van East Sussex.
In 1974 werd ze in het district Northampton North verkozen voor het Lagerhuis. In de periode dat ze in het parlement zat zette Colquhoun zich in voor gendergelijkheid, het recht op abortus en voor bescherming van sekswerkers. Zo diende ze onder meer de Balances of Sexes Bill in die er voor moest zorgen dat vrouwen gelijk vertegenwoordigd waren in openbare lichamen. Als overtuigd feminist vroeg ze ook aan de Speaker om haar aan te spreken als Ms. in plaats van Mrs.
In 1975 kwam er een einde aan haar relatie met journalist Keith Colquhoun en in 1979 kwam aan het licht dat ze een relatie had met Barbara Todd. Nadat dit nieuws naar buiten was gekomen probeerden partijgenoten van haar ervoor te zorgen dat ze niet meer herkiesbaar zou zijn voor de volgende verkiezingen. Colquhoun wist dit te voorkomen, maar ze werd in 1979 verslagen door een conservatieve politicus.
Na haar periode in het Lagerhuis trad ze in dienst van andere MP's en diende ze in het Hackney Borough Council. Ze verhuisde vervolgens naar het Lake District waar ze acht jaar deel uitmaakte van de Lake District's National Park Authority. Ze overleed op 2 februari 2021 en bij haar dood werd ze door Labourleider Keir Starmer "een kampioen voor vrouwenrechten" genoemd.
- CiNii: DA02233848
- International Standard Name Identifier: 0000 0000 8259 4498
- Library of Congress Control Number: n81086220
- Virtual International Authority File: 70253372
- WorldCat: E39PBJmHCqFcRg7BR8w4HFfjG3